# Convertidor Ćuk
El convertidor Ćuk es un tipo de convertidor DC-DC en el cual la magnitud de voltaje en su salida puede ser inferior o superior a su voltaje de entrada.
El convertidor Ćuk no aislado solo puede tener polaridad opuesta entre su entrada y su salida. Este utiliza un condensador como su principal componente de almacenamiento de energía. Este convertidor debe su nombre a Slobodan Ćuk, del California Institute of Technology, quién presentó por primera vez el diseño.

## Convertidor Ćuk no aislado

### Principios de funcionamiento

Fig 1: Esquemático de un convertidor Ćuk no aislado.

Fig 2: Los dos estados de un convertidor Ćuk no aislado.

Fig 3: Los dos estados de operación de un convertidor aislado Ćuk. En esta figura, el diodo y el interruptor son reemplazados por un cortocicruito cuando está encendido o por un circuito abierto cuando está apagado. Se puede evidenciar que cuando está en estado apagado, el condensador C está siendo cargado por la fuente de entrada a través del inductor L_{1}. Cuando está en estado encendido, el condensador C transfiere la energía al condensador de salida a través del inductor L_{2}.

Un convertidor Ćuk no aislado se compone de dos inductores, dos  condensadores, un interruptor (normalmente un transistor), y un diodo. Su esquema puede ser visto en la figura 1.  Es un convertidor inversor, por lo que el voltaje de salida es negativo con respecto al voltaje de entrada.
El condensador C es usado para transferir energía y es conectado alternativamente a la entrada y a la salida del convertidor a través de la conmutación del transistor y el diodo (ver figuras 2 y 3).
Las dos bobinas L1 y L2 son usadas para convertir respectivamente la fuente de entrada de voltaje (Vi) y la fuente de voltaje de salida (Vo) en fuentes de corriente. En efecto, en un corto espacio de tiempo una bobina puede ser considerada como una fuente de corriente ya que mantiene una corriente constante. Esta conversión es necesaria ya que si el condensador estuviese conectado directamente a la fuente de voltaje, la corriente estaría solo limitada por la resistencia (parásita) , dando como resultado una alta pérdida de energía.
Como pasa también en otros convertidores (convertidor Buck, convertidor Boost, convertidor Buck-boost) el convertidor Ćuk puede trabajar tanto en modo continuo como en modo discontinuo de corriente.  Además, a diferencia de otros convertidores, este también puede operar en modo de voltaje discontinuo (i.e el voltaje en el condensador cae a cero durante el ciclo de conmutación ).

### Análisis en modo continuo
En modo continuo, la energía almacenada en los inductores tiene que ser la misma al principio y al final del ciclo de conmutación. 
La energía en el inductor viene dada por:
{\displaystyle E={\frac {1}{2}}LI^{2}}
Esto implica que la corriente a través de los inductores tiene que ser la misma al principio y al final del ciclo de conmutación. Como la evolución de la corriente a través del inductor está relacionada con el voltaje entre sus extremos:
{\displaystyle V_{L}=L{\frac {dI}{dt}}}
puede ser observado que el valor medio de los voltajes en el inductor en un período de conmutación tiene que ser cero para satisfacer los requerimientos del modo continuo.
Si consideramos que los condensadores C y Coson suficientemente grandes para que el rizado de voltaje a través de ellos sea insignificante, los voltajes en el inductor pasan a ser:
- en el estado apagado, el inductor L1 está conectado en serie con Vi y C (see figure 2). Por lo tanto {\displaystyle V_{L1}=V_{i}-V_{C}}. Como el diodo D está polarizado en directa (consideramos la caída de voltaje nula), L2 está directamente conectado al condensador de salida. Por lo tanto {\displaystyle V_{L2}=V_{o}}

- en el estado encendido, el inductor L1 está conectado directamente a la fuente de entrada. Por lo tanto {\displaystyle V_{L1}=V_{i}}. El inductor L2 está conectado en serie con C y el condensador de salida, por lo que {\displaystyle V_{L2}=V_{o}-V_{C}}

El convertidor funciona en el estado encendido desde t=0 hasta t=D·T (D es el duty cycle o ciclo de trabajo), y en el estado apagado desde D·T hasta T (esto es, a lo largo de un período igual a (1-D)·T). Los valores medios de VL1 y VL2 son respectivamente:
{\displaystyle {\bar {V}}_{L1}=D\cdot V_{i}+\left(1-D\right)\cdot \left(V_{i}-V_{C}\right)=\left(V_{i}-(1-D)\cdot V_{C}\right)}
{\displaystyle {\bar {V}}_{L2}=D\left(V_{o}-V_{C}\right)+\left(1-D\right)\cdot V_{o}=\left(V_{o}-D\cdot V_{C}\right)}
Como los dos valores medios de voltaje tienen que satisfacer  las condiciones del modo continuo podemos escribir, utilizando la última ecuación:
{\displaystyle V_{C}={\frac {V_{o}}{D}}}
Por lo que el voltaje medio en L1 es:
{\displaystyle {\bar {V}}_{L1}=\left(V_{i}+(1-D)\cdot {\frac {V_{o}}{D}}\right)=0}
Que puede ser escrito como:
{\displaystyle {\frac {V_{o}}{V_{i}}}=-{\frac {D}{1-D}}}
Puede observarse que esta relación es igual que la obtenida para el convertidor Buck-Boost.